# 麓湖公园
麓湖公园是中国广东省广州市的一個近郊公園，位處白云山风景区南麓（广州市越秀区登峰街道麓湖路11号），由白云山风景区管理處管轄。

## 概況
園區東至橫枝崗，南至廣深鐵路、恆福路，西至下塘寶漢直街，北至广园路。
面积250万平方米，其中水域21万平方米。湖区原为洼地，1958年修坝蓄水，成为广州四大人工湖之一。初名游鱼岗水库，后更名为金液池。因地处白云山麓，1965年易名为麓湖（这一老地名在2023年1月10日被列入《广州市地名保护名录（第一批）》），1984年辟为麓湖公园，为大型湖山公园（山水园林公园）。全园山峦叠翠，以马尾松、台湾相思桉、竹构成混交林為主。

### 景點
园内有近40万平方米的聚芳园和簪香展馆、星海园、荫生植物棚、半山植谊亭，山上有五层阁（鸿鹄楼）与翠云亭等一组园林建筑，登高可远眺市区。還有植物引种场、荷花池等。

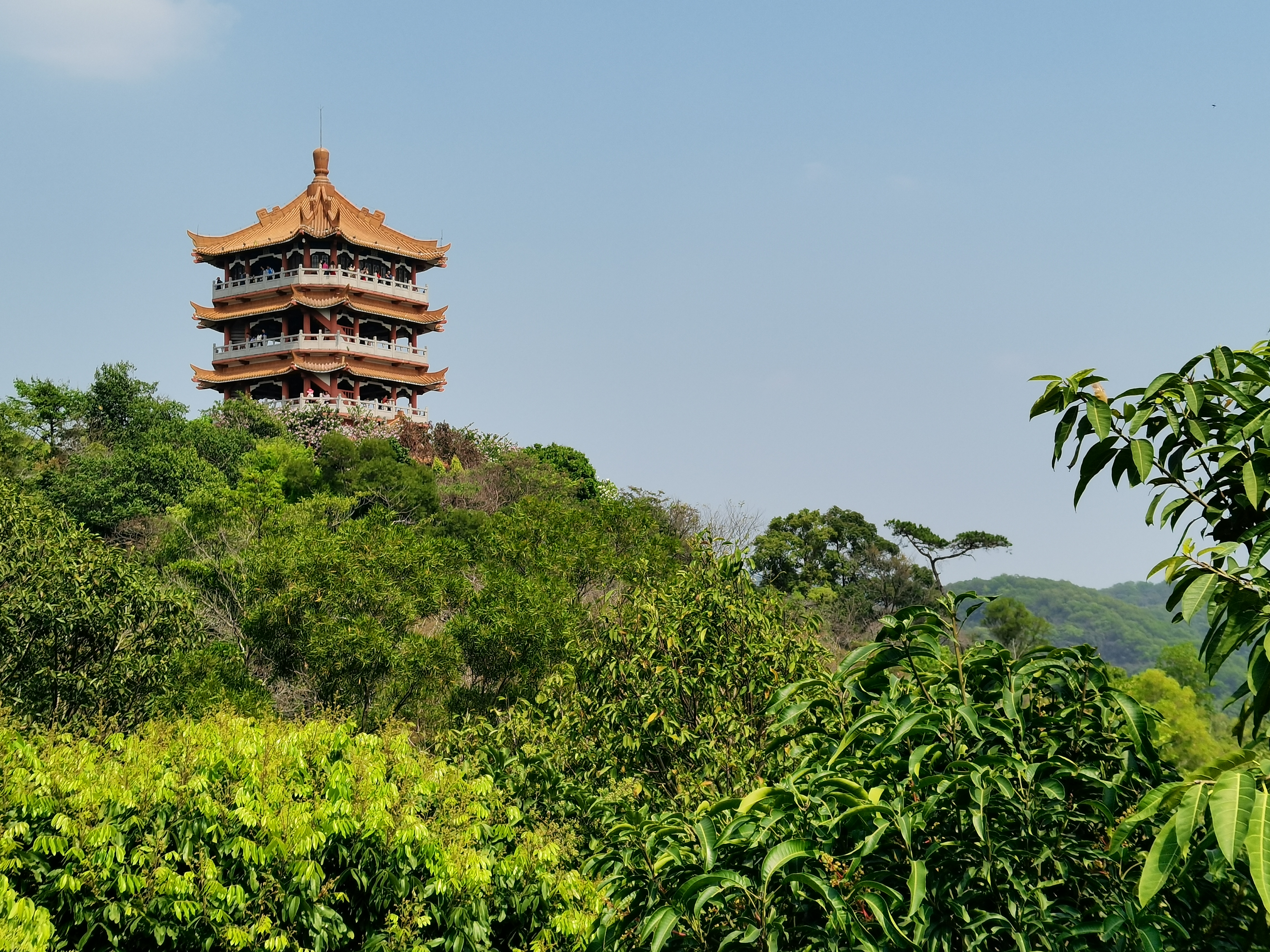
鸿鹄楼

#### 古蹟
- 白雲仙館

## 外部連結
- 白雲山·麓湖公園（页面存档备份，存于）

23°9′0.25″N 113°16′36.43″E / 23.1500694°N 113.2767861°E